# Odontomyia decipiens
Odontomyia decipiens är en tvåvingeart som först beskrevs av Guérin-Méneville 1838.  Odontomyia decipiens ingår i släktet Odontomyia och familjen vapenflugor. Inga underarter finns listade i Catalogue of Life.